# 논현동성당
논현동성당(NonHyun Catholic Church)은 1976년 5월 25일 서울특별시 강남구 논현동에 설립된 로마 가톨릭교회의 성당이다. 1989년 10월 7일 교황 요한 바오로 2세가 방문하였다.

## 연혁
논현동성당은 1974년 청담본당의 논현동 공소로 설립되었으며, 1976년 본당으로 승격되었다. 현재의 성당은 1987년 3월 15일 착공하여 1988년 12월 4일 축성하였다.

## 인용
1. ↑  “::::: 논현동성당 ::::::”. 2016년 3월 4일에 원본 문서에서 보존된 문서. 2010년 9월 17일에 확인함.

## 같이 보기
- 개포동성당
- 명동성당
- 약현성당
- 혜화동성당